# جمهوريات روسيا
يتكون الاتحاد الروسي من 89 كيان فدرالي (وحدة إدارية)، منهم 24 جمهورية، هذا ولاتزال جمهورية القرم رقم 22 وجمهورية دونيتسك الشعبية رقم 23 وجمهورية لوغانسك الشعبية رقم 24 محدودة الاعتراف دوليا.
بحسب الدستور تقسّم روسيا الاتحادية إلى 89 كيانٍ اتحاديٍّ (وحدات مكونة)، 22 منها هي «جمهوريات». تمثّل معظم الجمهوريات مناطق إثنية غير روسية، برغم أنه ثمة العديد من الجمهوريات بأغلبية روسية. يشار إلى المجموعة العرقية الأصلية التي تمنح جمهورية ما اسمها بـ «الأمة ذات اللقب». بالنظر إلى عقود من الهجرة الداخلية (قرون في بعض الحالات) داخل روسيا، لا تمثّل كل قومية بالضرورة غالبية سكان الجمهورية.

## التاريخ
أُسست الجمهوريات في الأيام الأولى لروسيا السوفيتية. في 15 نوفمبر 1917، أصدر فلاديمير لينين إعلان حقوق شعوب روسيا، مانحًا الأقليات الروسية حق تقرير المصير. وعلى الرغم من ذلك، تتعرض معظم هذه الدول الجديدة إلى الغزو مجددًا من قبل السوفيت خلال الحرب الأهلية الروسية. عند تأسيس الاتحاد السوفيتي رسميًا في 30 ديسمبر 1922، أُحيلت الأقليات في البلاد إلى مرتبة جمهوريات اشتراكية سوفيتية مستقلة، وامتلكت قوة أقل من جمهوريات الاتحاد السوفيتي. ومع ذلك شجعت السلطات السوفيتية الأولى الأقليات على الانضمام إلى حكومات جمهورياتها لتمثيل نفسها ونزع الصبغة الروسية على البلاد في فترة عُرفت بكورينيزاتسيا. أثرت هذه السياسة أيضًا على روس الإثنية وطبقت على وجه التحديد في الجمهوريات الاشتراكية السوفيتية المستقلة حيث كان السكان الأصليون أقليةً أساسًا في أرضهم، مثل جمهورية بوريات الاشتراكية السوفيتية المستقلة.
وعلى الرغم من ذلك بحلول ثلاثينيات القرن العشرين، تغير الموقف مع إيقاف الاتحاد السوفيتي، الذي بات في تلك الآونة تحت قيادة جوزيف ستالين، تطبيق كورينيزاتسيا وبدئه بتطهيرات للحكومة والمثقفين من غير الروس. وبذلك بدأت فترة إضفاء الصبغة الروسية. أصبحت اللغة الروسية إلزامية في جميع مناطق العرق غير الروسي وأصبح الكتابة الكريلية إلزاميةً لجميع لغات الاتحاد السوفيتي. من الناحية النظرية، كانت الجمهوريات الاشتراكية السوفيتية المستقلة قادرةً على فرض سياساتها الخاصة على اللغة والثقافة، ولكن مع حدوث التطهيرات الكبرى، كانت الجمهوريات الاشتراكية السوفيتية المستقلة أكثر المتضررين من التطهيرات وكانت في الواقع تخضع لمراقبة صارمة من موسكو. منذ عام 1937، أصبح «القوميون البرجوازيون أعداء للشعب الروسي» وأُلغيت كورينيزاتسيا. تفاوت الاستقلال الذاتي للجمهوريات الاشتراكية السوفيتية المستقلة على امتداد تاريخ الاتحاد السوفيتي غير أن إضفاء الصبغة الروسية استمر في كامل قوته وستؤدي الهجرة الروسية الداخلية إلى الجمهوريات الاشتراكية السوفيتية المستقلة إلى أن يصبح العديد من السكان الأصليين أقليات في جمهورياتهم. في الوقت نفسه، ارتفع عدد الجمهوريات الاشتراكية السوفيتية المستقلة، تأسست جمهورية كاريليان الاشتراكية السوفيتية المستقلة في 6 يوليو 1956 بعد أن كانت لفترة وجيزة الجمهورية الكريلية الفنلندية الاشتراكية السوفيتية منذ عام 1940 في حين ضُمت ولاية تانو توفا المعترف بها جزئيًا من قبل السوفيت في 11 أكتوبر 1944 وأصبحت جمهورية توفان الاشتراكية السوفيتية المستقلة في 10 أكتوبر 1961. بحلول ثمانينيات القرن العشرين بدأ تقديم السكرتير العام للحزب الشيوعي السوفيتي ميخائيل غورباتشوف لغلاسنوست فترة من تنشيط ثقافة الأقليات في الجمهوريات الاشتراكية السوفيتية المستقلة.
انهار الاتحاد السوفيتي في عام 1991 وأصبحت مكانة الجمهوريات الاشتراكية السوفيتية المستقلة مبهمة. بحسب القانون، لم تكن الجمهوريات الاشتراكية السوفيتية المستقلة تمتلك الحق في الانفصال عن الاتحاد السوفيتي كما فعلت جمهوريات الاتحاد السوفيتي، إلا أن مسألة السيادة الوطنية أصبحت موضوع نقاش في بعض الجمهوريات الاشتراكية السوفيتية المستقلة. قبل انهيار الاتحاد السوفيتي، كان الرئيس المستقبلي لروسيا بوريس يلتسن مناصرًا متعطشًا للسيادة الوطنية ومنح جمهوريات الاتحاد السوفيتي الاستقلال في ما سُمي «موكب السيادات». وعلى الرغم من ذلك، في ما يتعلق بالجمهوريات الاشتراكية السوفيتية المستقلة، لم يدعم يلتسن الانفصال وحاول أن يمنعها من إعلان الاستقلال. أعلنت جمهورية الشيشان إنجوش الاشتراكية السوفيتية، بقيادة دزوخار دوداييف، من جانب واحد استقلالها في 1 نوفمبر 1991 وحاول يلتسن استعادتها في 11 ديسمبر 1994، مطلقًا بذلك حرب الشيشان الأولى. حين أجرت جمهورية التتار الاشتراكية السوفيتية المستقلة استفتاءً حول إذا ما كان سيعلن الاستقلال في 21 مارس 1992، كان يلتسن قد أعلن أن الاقتراع غير شرعي بواسطة المحكمة الدستورية. إلا أن يلتسن أيد منح الجمهوريات الاستقلال الذاتي وناشدهم «بأن يأخذوا أكبر قدر يمكنهم ابتلاعه من السيادة».
في 31 مارس 1992، وقعت كل جمهورية في روسيا عدا التتار ودولة الأمر الواقع الشيشانية معاهدة الاتحاد مع حكومة روسيا، الأمر الذي عزز هيكلها الفيدرالي وأصبح بوريس يلتسن أول رئيس للبلاد. تفكك اتحاد الجمهوريات الاشتراكية السوفيتية وأصبح الجمهوريات الحديثة. زاد عدد الجمهوريات بشكل كبير إذ رُقّيت الأقاليم المستقلة ذاتيًا إلى جمهوريات كاملة، بما في ذلك ألتاي وكاراتشاي تشيركيسيا، في حين رفض قسم إنجوش من جمهورية الشيشان إنجوش الاشتراكية السوفيتية المستقلة أن يكون جزءًا من الدولة المنشقة وانضم مجددًا إلى روسيا بصفته جمهورية إنغوشيتيا في 4 يونيو 1992. طالبت جمهورية تتارستان باتفاقية خاصة بها للحفاظ على استقلاليتها داخل الاتحاد الروسي وفي 15 فبراير 1994 وقعت موسكو وقازان على اتفاقية لتقاسم السلطة، فمُنحت الأخيرة درجة عالية من الحكم الذاتي. مضى 45 إقليمًا آخر، بما فيهم الجمهوريات الأخرى، إلى توقيع اتفاقيات حكم ذاتي مع المركز الفيدرالي. مع اقتراب نهاية تسعينيات القرن العشرين، أثار الهيكل بالغ التعقيد لمختلف الاتفاقيات الثنائية بين الحكومات الإقليمية وموسكو نداءً للإصلاح. كان دستور روسيا هو القانون الأعلى للبلاد، غير أن اتفاقيات تقاسم السلطة حلت محله من الناحية العملية، في حين حُكمت الجمهوريات من قبل قادة مستبدين حكموا لمنافع شخصية بسبب ضعف الإشراف على الشؤون الإقليمية. خسر يلتسن الحرب الشيشانية الأولى وقدم استقالته في 31 ديسمبر 1999. أُعلن فلاديمير بوتين رئيسًا مؤقتًا. قبل استقالته، أدى غزو الجهاديين لجمهورية داغستان إلى إرسال يلتسن قواتٍ إلى الشيشان مرة أخرى في 1 أكتوبر 1999. ورث بوتين الحرب وأرغم الانفصاليين على الاستسلام وإعادة دمج الأراضي في الاتحاد الروسي على أنها جمهورية الشيشان بعد أن استولت القوات الفيدرالية على غروزني عاصمة الشيشان في 6 فبراير 2000. شارك بوتين في انتخابات 26 مارس 2000 واعداً بإعادة هيكلة النظام الفيدرالي بأكمله واستعادة سلطة الحكومة المركزية. بدأت صلاحية اتفاقيات تقاسم السلطة بالانتهاء تدريجياً أو كانت تُلغى طوعاً، وبعد عام 2003 استمرت تتارستان وباشكورتوستان فقط في التفاوض بشأن تمديد معاهدتيهما. انتهت معاهدة باشكورتوستان لتقاسم السلطة في 7 يوليو 2005، وترك ذلك تتارستان الجمهورية الوحيدة التي حافظت على استقلالها الذاتي الذي جُدد في 11 يوليو 2007. بعد هجوم شنه انفصاليون شيشان على مدرسة في بيسلان -شمال أوسيتيا ألانيا- ألغى بوتين الانتخابات المباشرة للحكام وتولى شخصياً سلطة تعيينهم ورفضهم. على امتداد العقد، استُبعد القادة الإقليميون المؤثرون مثل مينتيمير شايمييف لتتارستان ومرتزا راخيموف لباشكورتوستان الذين كانوا مصرين على تمديد اتفاقياتهم الثنائية مع موسكو، وأزال استبعادهم آخر بقايا الحكم الذاتي الإقليمي من تسعينيات القرن العشرين. في 24 يوليو 2017، انتهت اتفاقية تقاسم السلطة بين تتارستان وموسكو ما جعلها آخر جمهورية تفقد مكانتها الخاصة. بعد إنهاء الاتفاقية، عبر بعض المعلقين عن رأي مفاده أن روسيا لم تعد فيدرالية.

## الوضع الدستوري

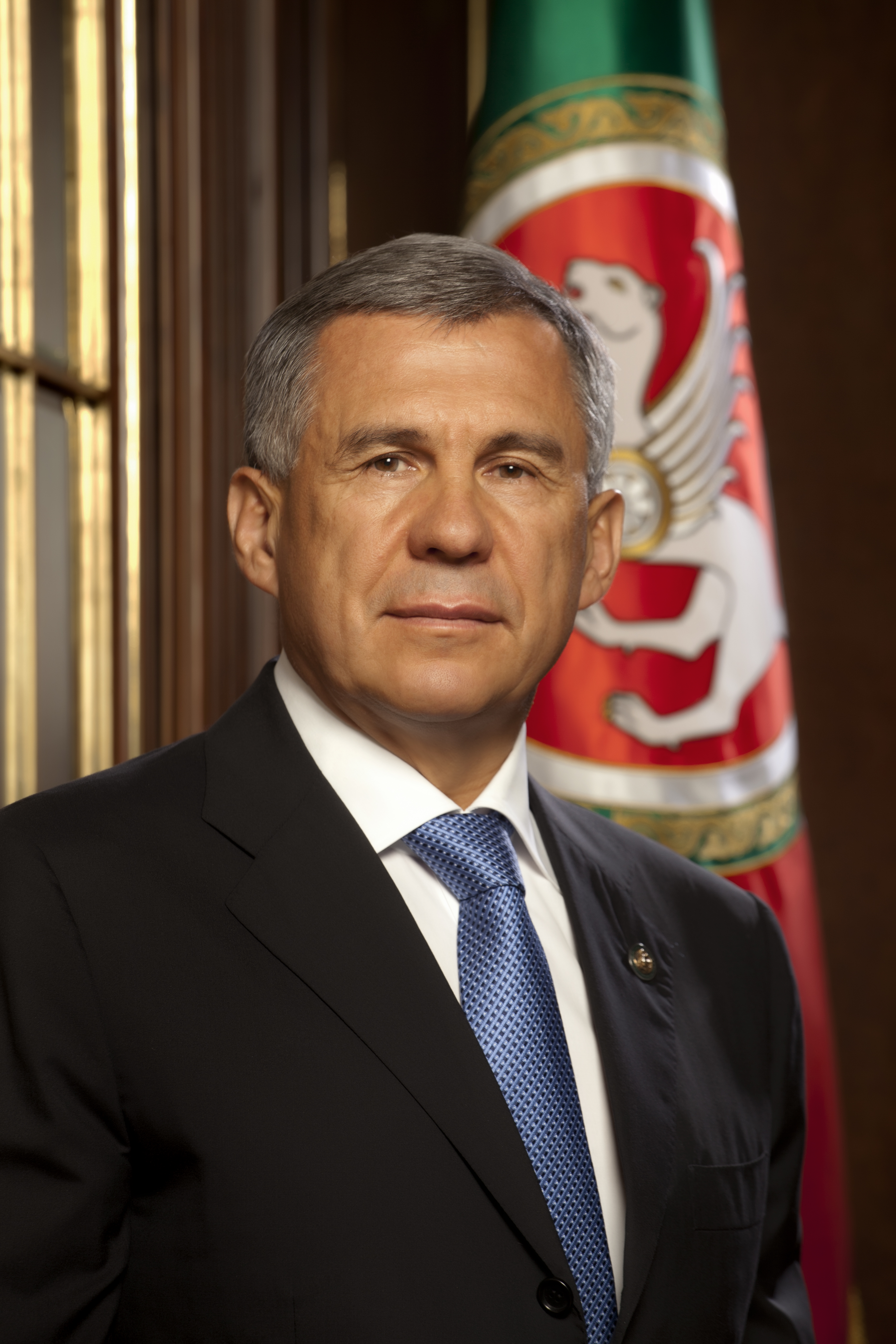
رستم مينيخانوف، رئيس تتارستان. حتى عام 2010، سُمح لقادة الجمهوريات بلقب الرئيس. تتارستان هي الجمهورية الوحيدة التي احتفظت بهذا اللقب.

تختلف الجمهوريات عن الموضوعات الفيدرالية الأخرى في أن لها الحق في إنشاء لغتها الرسمية الخاصة،  لها دستورها الخاص، ولها نشيد وطني. المواضيع الاتحادية الأخرى، مثل كراي وأقاليم، لا تعطي صراحة هذا الحق. خلال رئاسة بوريس يلتسين، كانت الجمهوريات هي أول رعايا حصلوا على سلطة واسعة من الحكومة الفيدرالية، وغالبًا ما كانت تُمنح معاملة تفضيلية على الموضوعات الأخرى، مما أدى إلى وصف روسيا بأنها «اتحاد غير متكافئ». نصت معاهدة الاتحاد الموقعة في 31 آذار / مارس 1992 على أن الجمهوريات كانت «دولاً ذات سيادة» وسعت حقوقها على الموارد الطبيعية والتجارة الخارجية والميزانيات الداخلية. من شأن توقيع المعاهدات الثنائية مع الجمهوريات أن يمنحهم سلطات إضافية، ومع ذلك، فإن مقدار الحكم الذاتي الممنوح يختلف باختلاف الجمهورية وكان يعتمد أساسًا على ثروتهم الاقتصادية بدلاً من التكوين العرقي. على سبيل المثال، مُنحت ياقوتيا مزيدًا من السيطرة على مواردها، حيث كانت قادرة على الاحتفاظ بمعظم إيراداتها وبيعها وتلقي أرباحها بشكل مستقل بسبب رواسب الماس الهائلة. من ناحية أخرى، مُنحت أوسيتيا الشمالية، وهي جمهورية أفقر، مزيدًا من السيطرة على الدفاع والأمن الداخلي نظرًا لموقعها في شمال القوقاز المضطرب.  تمتلك تتارستان وباشكورتوستان سلطة إقامة علاقات خارجية خاصة بهما وإبرام اتفاقيات مع الحكومات الأجنبية.  وقد أدى ذلك إلى انتقادات من الأوبلاستات والكرايس. بعد الأزمة الدستورية الروسية عام 1993، تم تبني الدستور الحالي، لكن الجمهوريات لم تعد مصنفة على أنها «دول ذات سيادة» وأعلن أن جميع رعايا الاتحاد متساوون، مع الحفاظ على سريان الاتفاقيات الثنائية.
من الناحية النظرية، كان دستور روسيا هو السلطة النهائية على الجمهوريات، لكن معاهدات تقاسم السلطة كان لها وزن أكبر في الممارسة. غالبًا ما أوجدت الجمهوريات قوانينها الخاصة التي تتعارض مع الدستور.  ومع ذلك، بذل يلتسين القليل من الجهد لكبح جماح القوانين المتمردة، مفضلاً غض الطرف عن الانتهاكات مقابل الولاء السياسي. بدأ انتخاب فلاديمير بوتين في 26 مارس 2000 فترة من الإصلاحات الواسعة لمركزية السلطة مع الحكومة الفيدرالية وجعل جميع القوانين متوافقة مع الدستور. كان أول عمل له كرئيس هو إنشاء الدوائر الفيدرالية في 18 مايو 2000،والتي تم تكليفها بممارسة السيطرة الفيدرالية على رعايا البلاد. أنشأ بوتين فيما بعد ما يسمى «لجنة كوزاك» في يونيو 2001 لفحص تقسيم السلطات بين الحكومة والأقاليم. ركزت توصيات اللجنة بشكل أساسي على تقليص أسس الحكم الذاتي الإقليمي ونقل السلطات المربحة للجمهوريات إلى الحكومة الفيدرالية. ستستمر مركزية السلطة حيث فقدت الجمهوريات تدريجياً المزيد والمزيد من الاستقلال الذاتي للحكومة الفيدرالية، مما دفع البرلمان الأوروبي إلى استنتاج أنه على الرغم من تسمية نفسها بأنها فيدرالية، فإن روسيا تعمل كدولة موحدة.  في 21 ديسمبر 2010،صوت مجلس الدوما لإلغاء القوانين السابقة التي تسمح لقادة الجمهوريات بالحصول على لقب رئيس. بينما تم تمرير مشروع قانون في 19 يونيو 2018 رفع مكانة اللغة الروسية على حساب اللغات الرسمية الأخرى في الجمهوريات. أجاز مشروع القانون إلغاء فصول تعليم لغات الأقليات الإلزامية في المدارس وتقليص مدة التدريس الطوعي إلى ساعتين في الأسبوع.
توجد حركات انفصالية في معظم الجمهوريات، لكنها عمومًا ليست قوية جدًا. لا يذكر الدستور ما إذا كان بإمكان جمهورية ما أن تنفصل قانونًا عن الاتحاد الروسي. ومع ذلك، قضت المحكمة الدستورية لروسيا بعد الانفصال أحادي الجانب للشيشان في عام 1991 أن الجمهوريات ليس لها الحق في الانفصال وهي أجزاء غير قابلة للتصرف من البلاد. الرغم من ذلك، فإن بعض الدساتير الجمهورية في التسعينيات كانت تحتوي على مواد تمنحها الحق في الاستقلال. وشمل ذلك شركة Tuva، التي تضمن دستورها مادة تمنحها صراحة الحق في الانفصال.  ومع ذلك، بعد إصلاحات بوتين المركزية في أوائل العقد الأول من القرن الحادي والعشرين، تم إسقاط هذه المقالات لاحقًا. و قبردينو بلقاريا، على سبيل المثال، اعتمد دستورًا جديدًا في عام 2001 يمنع الجمهورية من الوجود بشكل مستقل عن الاتحاد الروسي. بعد ضم روسيا لشبه جزيرة القرم، تبنى مجلس الدوما قانونًا لمعاقبة الأشخاص الذين يطالبون بفصل أي جزء من البلاد في 5 يوليو 2014.

## وضع القرم
في 18 مارس عام 2014، ضمت روسيا جمهورية القرم من أوكرانيا بعد إستفتاء غير معترف به. أصبحت شبه الجزيرة فيما بعد جمهورية القرم، الجمهورية الثانية والعشرين لروسيا. ومع ذلك،فإن أوكرانيا ومعظم المجتمع الدولي لا يعترفون بضم شبه جزيرة القرم وفي الجمعية العامة للأمم المتحدة أعلن أن عملية الإستفتاء غير شرعية.

## الجمهوريات
| علم                             | خريطة                                      | اسم                                                      | الأسماء المحلية والشائعة والرسمية | عاصمة | الجنسية الاسمية               | تعداد السكان (2010) | منطقة                           | التشكيل - التكوين |
| ------------------------------- | ------------------------------------------ | -------------------------------------------------------- | --- | --- | ----------------------------- | ------------------- | ------------------------------- | ----------------- |
| Flag of Adygea                  | Map showing Adygea in Russia               | أديغيا جمهورية أديغيا                                    | (بالروسية: Адыгея — Республика Адыгея)‏ (Adygeya — Respublika Adygeya) (بالأديغية: (Adygæ — Adygæ Respublik) | مايكوب (بالروسية: Майкоп)‏ (Maykop) (بالأديغية: Myjæqwapæ)                                                                                | أديغي                         | 439,996             | 7,792 كـم2 (3,009 ميل2)         | 1991-07-03        |
| Flag of the Altai Republic      | Map showing Altai in Russia                | التاي جمهورية التاي                                      | (بالروسية: Алтай — Республика Алтай)‏ (Altay — Respublika Altay) (بالألطية:Алтай — Алтай Республика) (Altay — Altay Respublika) (بالقازاقية: Алтай – Алтай Республикасы)‏(Altai — Altai Respublikasy) | جورنو ألتايسك (بالروسية: Горно-Алтайск)‏ (Gorno-Altaysk) (بالألطية:Туулу Алтай) (Tuulu Altay) (بالقازاقية: Горно-Алтайск)‏ (Gorno-Altaisk) | التاي                         | 206,168             | 92,903 كـم2 (35,870 ميل2)       | 1991-07-03        |
| Flag of Bashkortostan           | Map showing Bashkortostan in Russia        | باشكورستان جمهورية باشكورتوستان                          | (بالروسية: Башкортостан — Республика Башкортостан)‏ (Bashkortostan — Respublika Bashkortostan) (بالباشقيرية: Башҡортостан — Башҡортостан Республикаһы)‏ (Bašǩortostan — Bašǩortostan Respublikaḥy) | أوفا (بالروسية: Уфа)‏ (Ufa) (بالباشقيرية: Өфө)‏ (Öfö)                                                                                      | باشكير                        | 4,072,292           | 142,947 كـم2 (55,192 ميل2)      | 1919-03-23        |
| Flag of Buryatia                | Map showing Buryatia in Russia             | بورياتيا جمهورية بويتا                                   | (بالروسية: Бурятия — Республика Бурятия)‏ (Buryatiya — Respublika Buryatiya) (بالبروياتية:Буряадия — Буряад Улас)(Buryaadiya — Buryaad Ulas) | أولان-أودي (بالروسية: Улан-Удэ)‏ (Ulan-Ude) (بالبروياتية: Улаан Үдэ)(Ulaan Üde)                                                           | بورياتيون                     | 972,021             | 351,334 كـم2 (135,651 ميل2)     | 1923-05-30        |
| Flag of Chechnya                | Map showing Chechnya in Russia             | الشيشان جمهورية الشيشان                                  | (بالروسية: Чечня — Чеченская Республика)‏ (Chechnya — Chechenskaya Respublika) (بالشيشانية: Нохчийчоь — Нохчийн Республика)‏ (Noxçiyçö — Noxçiyn Respublika) | غروزني (بالروسية: Грозный)‏ (Grozny) (بالشيشانية: Соьлжа-ГӀала)‏ (Sölƶa-Ġala)                                                              | الشيشان                       | 1,268,989           | 16,165 كـم2 (6,241 ميل2)        | 1993-01-10        |
| Flag of Chuvashia               | Map showing Chuvashia in Russia            | تشوفاشيا جمهورية تشوفاش                                  | (بالروسية: Чувашия — Чувашская Республика)‏ (Chuvashiya — Chuvashskaya Respublika) (بالتشوفاشية:Чӑваш Ен — Чӑваш Республики)(Čăvaš Jen — Čăvaš Respubliki) | تشيبوكساري (بالروسية: Чебоксары)‏ (Cheboksary) (بالتشوفاشية:Шупашкар)(Šupaškar)                                                           | تشوفاش                        | 1,251,619           | 18,343 كـم2 (7,082 ميل2)        | 1925-04-21        |
| Flag of Crimea                  | Map showing Crimea in Russia               | جمهورية القرم                                            | (بالروسية: Крым — Республика Крым)‏ (Krym — Respublika Krym) (بالأوكرانية: Крим — Республіка Крим)‏ (Krym — Respublika Krym) (بالتتارية: Къырым — Къырым Джумхуриети)‏ (Qırım — Qırım Cumhuriyeti) | سمفيروبول (بالروسية: Симферополь)‏ (Simferopol) (بالأوكرانية: Сiмферополь)‏ (Simferopol) (بالتتارية: Акъмесджит)‏ (Aqmescit)                | —                             | 1,913,731           | 26,081 كـم2 (10,070 ميل2)       | 2014-03-18        |
| Flag of Dagestan                | Map showing Dagestan in Russia             | داغستان جمهورية داغستان                                  | (بالروسية: Дагестан — Республика Дагестан)‏ (Dagestan — Respublika Dagestan) ثلاثة عشر اسمًا رسميًا آخر - (الأغولية: Дагъустан — Республика Дагъустан (Daġustan — Respublika Daġustan) (بالأوارية: Дагъистаналъул — Дагъистаналъул Жумгьурият)‏ (Daġistanałul — Daġistanałul Jumhuriyat) (بالأذرية: Дағыстан — Дағыстан Республикасы)‏ (Dağıstan — Dağıstan Respublikası) (بالشيشانية: Дегӏестан — Дегӏестан Республика)‏ (Deġestan — Deġestan Respublika) بالدرغينية: Дагъистан — Дагъистан Республика (Daġistan — Daġistan Respublika) (بالقموقية: Дагъыстан — Дагъыстан Жумгьурият)‏ (Dağıstan — Dağıstan Cumhuriyat) (باللاكية: Дагъусттаннал — Дагъусттаннал Республика}} (Daġusttannal — Daġusttannal Respublika) (بالليزغينية:Дагъустан — Республика Дагъустан (Daġustan — Respublika Daġustan) (بالنوغايية: Дагыстан — Дагыстан Республикасы) (Dağıstan — Dağıstan Respublikası) (بالرتولية: Дагъустан — Республика Дагъустан) (Daġustan — Respublika Daġustan) (بالتباسرانية: Дагъустан — Дагъустан Республика) (Daġustan — Daġustan Respublika) (بالتاتية: Догъисту — Республикей Догъисту) (Doġistu — Respublikei Doġistu) بالتساخورية: Дагъустан — Республика Дагъустан (Daġustan — Respublika Daġustan) | محج قلعة (بالروسية: Махачкала)‏ (Makhachkala)                                                                                             | Nine indigenous nationalities | 2,910,249           | 50,270 كـم2 (19,409 ميل2)       | 1921-01-20        |
| Flag of Ingushetia              | Map showing Ingushetia in Russia           | إنغوشيا جمهورية إنغوشيا                                  | (بالروسية: Ингушетия — Республика Ингушетия)‏ (Ingushetiya — Respublika Ingushetiya) (بالإنغوشية:ГӀалгIайче — ГIалгIай Мохк)(Ghalghajche — Ghalghaj Moxk) | ماجاس (بالروسية: Магас)‏ (Magas) (بالإنغوشية:Магас)(Magas)                                                                                | إنغوشيا                       | 412,529             | 3,123 كـم2 (1,206 ميل2)         | 1992-06-04        |
| Flag of Kabardino-Balkaria      | Map showing Kabardino-Balkaria in Russia   | قبردينو - بلقاريا جمهورية قباردينو-بلكار                 | (بالروسية: Кабардино-Балкария — Кабардино-Балкарская Республика)‏ (Kabardino-Balkariya — Kabardino-Balkarskaya Respublika) (بالقبردينية:Къэбэрдей-Балъкъэрия — Къэбэрдей-Балъкъэр Республикэ)(Ķêbêrdej-Baĺķêriya — Ķêbêrdej-Baĺķêr Respublikê) (بkrc: Къабарты-Малкъария — Къабарты-Малкъар Республика)‏ (Qabarti-Malqariya — Qabartı-Malqar Respublika) | نالتشيك (بالروسية: Нальчик)‏ (Nalchik) (بالقبردينية:Налщӏэч)(Nalshchech) (بkrc: Нальчик)‏ (Nalchik)                                        | قبرديون، بلقار                | 859,939             | 12,470 كـم2 (4,815 ميل2)        | 1936-12-05        |
| Flag of Kalmykia                | Map showing Kalmykia in Russia             | كالميكيا جمهورية كالميكيا                                | (بالروسية: Калмыкия — Республика Калмыкия)‏ (Kalmykiya — Respublika Kalmykiya) (بالقلميقية:Хальмг — Хальмг Таңһч)(Haľmg — Haľmg Tañğç) | إليستا (بالروسية: Элиста)‏ (Elista) (بالقلميقية:Элст)(Elst)                                                                               | قلميقيون                      | 289,481             | 74,731 كـم2 (28,854 ميل2)       | 1935-10-22        |
| Flag of Karachay-Cherkessia     | Map showing Karachay-Cherkessia in Russia  | قراشاي-شركيسيا الكاراتشاي-تشيركيس الجمهورية              | (بالروسية: Карачаево-Черкесия — Карачаево-Черкесская Республика)‏ (Karachayevo-Cherkesiya — Karachayevo-Cherkesskaya Respublika) (بkrc: Къарачай-Черкесия — Къарачай-Черкес Республика)‏ (Qaraçay-Çerkesiya — Qaraçay-Çerkes Respublika) (بالقبردينية:Къэрэшей-Шэрджэсия — Къэрэшей-Шэрджэс Республикэ) (Ķêrêšei-Šêrdžêsiya — Ķêrêšei-Šêrdžês Respublikê) | تشيركيسك (بالروسية: Черкесск)‏ (Čerkessk) (بkrc: Черкесск)‏ (Çerkessk) (بالقبردينية:Шэрджэс къалэ) (Şărdjăs qală)                          | قراشاي، قبرديون               | 477,859             | 14,277 كـم2 (5,512 ميل2)        | 1991-07-03        |
| Flag of the Republic of Karelia | Map showing Karelia in Russia              | كاريليا جمهورية كاريليا                                  | (بالروسية: Карелия — Республика Карелия)‏ (Kareliya — Respublika Kareliya) (بالكاريلية:Karjala — Karjalan tazavaldu) | بتروزافودسك (بالروسية: Петрозаводск)‏ (Petrozavodsk) (بالكاريلية:Petroskoi)                                                               | كاريليون                      | 643,548             | 180,520 كـم2 (69,699 ميل2)      | 1923-06-27        |
| Flag of Khakassia               | Map showing Khakassia in Russia            | خاكاسيا جمهورية خاكاسيا                                  | (بالروسية: Хакасия — Республика Хакасия)‏ (Khakasiya — Respublika Khakasiya) لغة الخاكاس: Хакасия — Хакас Республиказы (Khakasiya — Khakas Respublikazy) | أباكان (بالروسية: Абакан)‏ (Abakan) لغة الخاكاس: Абахан (Abakhan)                                                                         | خاكيون                        | 532,403             | 61,569 كـم2 (23,772 ميل2)       | 1991-07-03        |
| Flag of the Komi Republic       | Map showing Komi in Russia                 | كومي كومي الجمهورية                                      | (بالروسية: Коми — Республика Коми)‏ (Komi — Respublika Komi) (بالكومية:Коми — Коми Республика)(Komi — Komi Respublika) | سيكتيفكار (بالروسية: Сыктывкар)‏ (Syktyvkar) (بالكومية: Сыктывкар)(Syktyvkar)                                                             | كومي                          | 901,189             | 416,774 كـم2 (160,917 ميل2)     | 1936-12-05        |
| Flag of Mari El                 | Map showing Mari El in Russia              | ماري إل جمهورية ماري                                     | (بالروسية: Марий Эл — Республика Марий Эл)‏ (Mariy El — Respublika Mariy El) (بهيل ماري:Мары Эл — Мары Эл Республик)(Mary El — Mary El Republik) (بمرج ماري: Марий Эл — Марий Эл Республик)(Mariy El — Mariy El Republik) | يوشكار-أولا (بالروسية: Йошкар-Ола)‏ (Yoshkar-Ola) (بهيل ماري: Йошкар-Ола)(Yoshkar-Ola) (بمرج ماري: Йошкар-Ола)(Yoshkar-Ola)               | ماري                          | 696,459             | 23,375 كـم2 (9,025 ميل2)        | 1936-12-05        |
| Flag of Mordovia                | Map showing Mordovia in Russia             | موردوفيا جمهورية موردوفيا                                | (بالروسية: Мордовия — Республика Мордовия)‏ (Mordoviya — Respublika Mordoviya) (بالموكشاية: Мордовия — Мордовия Pеспубликсь)(Mordovija — Mordovija Respublikas) (بالإرزياية: Мордовия — Мордовия Республикась)(Mordovija — Mordovija Respublikas) | سارانسك (بالروسية: Саранск)‏ (Saransk) (بالموكشاية:Саранош)(Saranosh) (بالإرزياية: Саран ош)(Saran osh)                                   | موردوفيون                     | 834,755             | 26,128 كـم2 (10,088 ميل2)       | 1934-12-20        |
| Flag of North Ossetia–Alania    | Map showing North Ossetia–Alania in Russia | أوسيتيا الشمالية-ألانيا جمهورية أوسيتيا الشمالية - آلانا | (بالروسية: Северная Осетия–Алания — Республика Северная Осетия–Алания)‏ (Severnaya Osetiya–Alaniya — Respublika Severnaya Osetiya–Alaniya) (بالأوسيتية: Цӕгат Ирыстон–Алани — Республикӕ Цӕгат Ирыстон–Алани)‏ (Cægat Iryston–Alani — Respublikæ Cægat Iryston–Alani) | فلاديقوقاز (بالروسية: Владикавказ)‏ (Vladikavkaz) (بالأوسيتية: Дзæуджыхъæу)‏ (Dzæudžyqæu)                                                  | فلاديقوقاز                    | 712,980             | 7,987 كـم2 (3,084 ميل2)         | 1936-12-05        |
| Flag of the Sakha Republic      | Map showing the Sakha Republic in Russia   | ياقوتيا جمهورية ساخا                                     | (بالروسية: Якутия — Республика Саха)‏ (Yakutiya — Respublika Sakha) (بالياقوتية: Caxa Сирэ — Саха Өрөспүүбүлүкэтэ) (Sakha Sire — Sakha Öröspüübülükete) | ياكوتسك (بالروسية: Якутск)‏ (Yakutsk) (بالياقوتية:Дьокуускай)(Dokuuskay)                                                                  | ياكوت                         | 958,528             | 3,083,523 كـم2 (1,190,555 ميل2) | 1922-04-27        |
| Flag of Tatarstan               | Map showing Tatarstan in Russia            | تتارستان جمهورية تتارستان                                | (بالروسية: Татарстан — Республика Татарстан)‏ (Tatarstan — Respublika Tatarstan) (بالتتارية: Татарстан — Татарстан Республикасы)‏ (Tatarstan — Tatarstan Respublikası) | قازان (بالروسية: Казань)‏ (Kazan) (بالتتارية: Казан)‏ (Kazan)                                                                              | تتار الفولغا                  | 3,786,488           | 67,847 كـم2 (26,196 ميل2)       | 1920-06-25        |
| Flag of Tuva                    | Map showing Tuva in Russia                 | توفا جمهورية توفا                                        | (بالروسية: Тува — Республика Тyва)‏ (Tuva — Respublika Tuva) (بالتوفانية: Тыва — Тыва Республика) (Tyva — Tyva Respublika) | كيزيل (بالروسية: Кызыл)‏ (Kyzyl) (بالتوفانية:Кызыл)(Kızıl)                                                                                | توفيين                        | 307,930             | 168,604 كـم2 (65,098 ميل2)      | 1961-10-10        |
| Flag of Udmurtia                | Map showing Udmurtia in Russia             | أودمورتيا جمهورية ادمورت                                 | (بالروسية: Удмуртия — Удмурт Республика)‏ (Udmurtiya — Respublika Udmurt) (بالأدمورتية: Удмуртия — Удмурт Элькун)(Udmurtiya — Udmurt Elkun) | إيجيفسك (بالروسية: Ижевск)‏ (Izhevsk) (بالأدمورتية:Ижкар)(Ižkar)                                                                          | أدمورتيونs                    | 1,521,420           | 42,061 كـم2 (16,240 ميل2)       | 1934-12-28        |

## اتجاه التركيبة السكانية
| مجموعه عرقيه              | اسمية (%) | اسمية (%) | اسمية (%) | اسمية (%) | الروس (%) | الروس (%) | الروس (%) | الروس (%) | أخرى (%) | أخرى (%) | أخرى (%)        | أخرى (%) |
| الجمهورية                 | 1979      | 1989      | 2002      | 2010      | 1979      | 1989      | 2002      | 2010      | 1979     | 1989     | 2002            | 2010     |
| ------------------------- | --------- | --------- | --------- | --------- | --------- | --------- | --------- | --------- | -------- | -------- | --------------- | -------- |
| أديغيا                    | 21,3      | ▲ 22,1    | ▲ 24,1    | ▲ 25,2    | 70,8      | ▼ 68,0    | ▼ 64,4    | ▼ 63,6    |          |          |                 |          |
| جمهورية ألطاي             | ▲29,1     | ▲ 31,0    | ▲ 33,4    | ▲ 33,9    | ▲63,3     | ▼ 60,4    | ▼ 57,4    | ▼ 56,6    |          | 5,6      | ▲ 5,9 (Kazakhs) | ▲ 6,2    |
| باشكورتوستان              | 24,3      | ▼ 21,9    | ▲ 29,7    | ▼ 29,5    | 40,3      | ▼ 39,2    | ▼ 36,3    | ▼ 36,1    | 24,5     | ▲ 28,4   | ▼ 24,1 (Tatars) | ▲ 25,4   |
| بورياتيا                  | ▲23,0     | ▲ 24,0    | ▲ 27,8    | ▲ 30      | ▼72,1     | ▼ 69,9    | ▼ 67,8    | ▼ 66,1    |          |          |                 |          |
| الشيشان                   | 52,9      | ▲ 57,8    | ▲ 93,4    | ▲ 95,3    | 31,7      | ▼ 23,1    | ▼ 3,6     | ▼ 1,9     |          |          |                 |          |
| تشوفاشيا                  | ▼68,4     | ▼ 67,7    | ▼ 67,6    | ▲ 67,7    | ▲26,0     | ▼ 26,6    | ▼ 26,5    | ▲ 26,9    |          |          |                 |          |
| داغستان                   | 86,0      |           |           |           | 11,0      | ▼ 9,2     | ▼ 4,6     | ▼ 3,6     |          |          |                 |          |
| إنغوشيا                   | ▼11,7     | ▲ 12,9    | ▲ 77,2    | ▲ 94,1    | ▼31,7     | ▼ 23,1    | ▼ 1,1     | ▼ 0,8     |          |          |                 |          |
| قبردينو - بلقاريا         | 45,6      | ▲ 52,2    | ▲ 55,3    | ▲ 57,2    | 35,1      | ▼ 31,9    | ▼ 25,1    | ▼ 22,5    | 9,0      | ▲ 9,4    | ▲ 11,6          | ▲ 12,7   |
| كالميكيا                  | ▲41,4     | ▲ 45,3    | ▲ 53,3    | ▲ 57,4    | ▼42,7     | ▼ 37,6    | ▼ 33,5    | ▼ 30,2    |          |          |                 |          |
| قراشاي                    | 29,7      | ▲ 31,2    | ▲ 38,5    | ▲ 41      | 45,0      | ▼ 42,4    | ▼ 33,6    | ▼ 31,6    | 9,3      | ▲ 9,7    | ▲ 11,2          | ▲ 11,9   |
| كاريليا                   | ▼11,1     | ▼ 10,0    | ▼ 9,2     | ▼ 7,4     | ▲71,3     | ▲ 73,6    | ▲ 76,6    | ▲ 82,2    |          |          |                 |          |
| كومي                      | ▼25,3     | ▼ 23,3    | ▲ 25,1    | ▼ 23,7    | ▲56,7     | ▲ 57,7    | ▲ 59,5    | ▲ 65,1    |          |          |                 |          |
| خاكاسيا                   | ▼11,4     | ▼ 11,1    | ▲ 11,9    | ▲ 12,1    | ▲79,5     | ▼ 79,4    | ▲ 80,2    | ▲ 81,7    |          |          |                 |          |
| ماري إل                   | ▼43,6     | ▼ 43,3    | ▼ 42,8    | ▲ 43,9    | ▼47,6     | ▼ 47,4    | 47,4      | 47,4      |          |          |                 |          |
| موردوفيا                  | ▼34,2     | ▼ 32,5    | ▼ 31,9    | ▲ 40      | ▲59,7     | ▲ 60,8    | 60,8      | ▼ 53,4    |          |          |                 |          |
| أوسيتيا الشمالية - ألانيا | ▲50,5     | ▲ 52,9    | ▲ 62,7    | ▲ 65,1    | ▼34,0     | ▼ 29,9    | ▼ 23,1    | ▼ 20,8    |          |          |                 |          |
| ياقوتيا                   | ▲36,9     | ▼ 33,4    | ▲ 45,5    | ▲ 49,9    | ▲50,5     | ▼ 50,3    | ▼ 41,1    | ▼ 37,8    |          |          |                 |          |
| تتارستان                  | ▼47,7     | ▲ 48,4    | ▲ 52,9    | ▲ 53,2    | ▲44,0     | ▼ 43,2    | ▼ 39,4    | ▲ 39,7    |          |          |                 |          |
| توفا                      | ▲60,4     | ▲ 64,3    | ▲ 77,0    | ▲ 82      | ▼36,2     | ▼ 32,0    | ▼ 20,1    | ▼ 16,3    |          |          |                 |          |
| أودمورتيا                 | ▼32,2     | ▼ 30,9    | ▼ 29,3    | ▼ 28      | ▲58,3     | ▲ 58,9    | ▲ 60,1    | ▲ 62,2    |          |          |                 |          |

## مقاطعات حاولت التحول لجمهوريات
رداً على اللامساواة الفدرالية الواضحة، التي منحت فيها الجمهوريات امتيازات خاصة خلال السنوات الأولى من ولاية يلتسين على حساب رعايا آخرين، حاول إدوارد روسيل، حاكم إقليم سفيردلوفسك والمدافع عن الحقوق المتساوية لجميع الرعايا، إحداث تحول. إقليمه في جمهورية الأورال في 1 يوليو 1993 من أجل الحصول على نفس المزايا. في البداية كان يلتسين داعمًا له، ثم حل الجمهورية فيما بعد وأطلق روسيل في 9 نوفمبر 1993. وحدثت المحاولة الأخرى الوحيدة لإنشاء جمهورية رسميًا في منطقة فولوغدا أوبلاست عندما أعلنت السلطات عن رغبتها في إنشاء «جمهورية فولوغدا» في 14 أيار / مايو 1993. لكن موسكو تجاهلت هذا الإعلان وتلاشى في النهاية من الوعي العام. لم تتحقق محاولات أخرى لإنشاء جمهورية من جانب واحد. وشملت هذه «الجمهورية بومور» في أرخانجيلسك أوبلاست، و»جنوب جمهورية الاورال» في تشيليابينسك أوبلاست، «جمهورية تشوكوتكا» في تشوكوتكا ذاتية الحكم اوكروج، «جمهورية ينيسي» في إيركوتسك أوبلاست، «جمهورية لينينغراد» في لينينغراد أوبلاست، «جمهورية نينيتس» في إقليم نينيتس المستقل، «جمهورية سيبيريا» في نوفوسيبيرسك أوبلاست، «جمهورية بريمورسكي» في بريمورسكي كراي، «جمهورية نيفا» في مدينة سانت بطرسبرغ، وجمهورية تتكون من إحدى عشرة منطقة في غرب روسيا تتمحور حول أوريول أوبلاست.
جاءت المحاولات الأخرى لإنشاء الجمهوريات في شكل تقسيم الأراضي الموجودة بالفعل. بعد انهيار الاتحاد السوفيتي، تم تقديم اقتراح لتقسيم جمهورية قراتشاي - شركيس إلى عدة جمهوريات أصغر. رفضت الفكرة في استفتاء 28 مارس 1992. حدث اقتراح مماثل في جمهورية موردوفيا لتقسيمها لفصل موطن إرزيان وموكشان. تم رفض الاقتراح في عام 1995.